# بيرلا نصر
بيرلا أنطوان نصر (مواليد 17 أغسطس 2001)، هي لاعبة كرة قدم لبنانية، تلعب حارسةً لمرمى لنادي نجوم الرياضة اللبناني.
لعبت بيرلا نصر أول مباراة دولية لها مع منتخب لبنان في 10 أبريل 2021،  في مباراة ودية ضد ليتوانيا. 

## الإنجازات
نادي  نجوم الرياضة اللبناني
- الدوري اللبناني لكرة القدم للسيدات : 2018-19، 2019-20
- كأس الاتحاد اللبناني لكرة القدم للسيدات: 2018-19
- المركز الثاني في غرب آسيا لأندية السيدات: 2019
- وصيفة كأس السوبر اللبنانية للسيدات : 2018

المنتخب اللبناني تحت 18
- المركز الثاني في بطولة اتحاد غرب آسيا لكرة القدم للسيدات تحت 18 سنة : 2018

## روابط خارجية
- بيرلا نصر على موقع أف آي لبنان (FA Lebanon)